# ミニ区画整理事業
ミニ区画整理事業(-くかくせいりじぎょう）とは、従来の土地区画整理事業の規模がおおむね5ha以下の極小のものをさして呼ばれる土地区画整理事業。
2000年までは都市再生区画整理事業の都心居住（都心回帰）を促進する「街なか再生型」が該当していたと考えられるが、現在では、街区高度利用土地区画整理事業、敷地整序型土地区画整理事業、沿道整備街路事業、緑住区画整理事業、安全市街地形成地区画整理事業が該当する。